# Терщина
43°01′00″ пн. ш. 44°39′00″ сх. д. / 43.016666666667° пн. ш. 44.65° сх. д.
Терщина, Терек — історично-географічний край, розташований на східному Передкавказзі, між Кубанню на заході і Дагестаном на сході, Кавказькими горами на півдні і Ставропільщиною та Астраханщиною на півночі.
Назвою Терщина означається країна Терського Козацького Війська, заселена переважно росіянами й українцями (бл. 30 000 км²), яка майже повністю входить до складу мішаної українсько-російської етнічної території; у ширших розмірах — колишня Терська область, адміністративно-територіальна одиниця у межах Російської імперії у 1801—1920 (72 900 км²).

## Географія краю
Південну частину Терщини займають Кавказькі гори, на північ від них простягається степове передгір'я (воно майже повнотою розоране), далі йде напівпустельна Терсько-Кумська низовина. Гори й вузьку частину прилеглого передгір'я заселяють кавказькі верховинці, решту передгір'я й незначну частину Терсько-Кумської низовини — росіяни й українці.

## Колонізація Терщини
Колонізація слабозаселеної або й незаселеної степової Терщини слов'янським елементом почалася у кінці 15 століття селянами-втікачами і сторожовими козаками з Рязанщини; тоді у верхів'ях річки Терека оселялися так звані гребенські козаки. Козацька і сільська колонізація зміцнилася в середині 16 ст. (гол. вихідцями з Дону); на той час припадає й збільшення впливу Москви на Терщину. Датою постання Терського Козацького Війська вважається 1577, коли гребенські козаки відстояли перед татарами містечко Терек на річці Терек, що стала поруч Дону (деякою мірою й Дніпра, а пізніше Кубані) другою «козацькою річкою». Терські й гребенські козаки брали участь у війнах Росії з Туреччиною, Персією та кавказькими верховинцями; пізніше вони підпали під цілковиту залежність від російської адміністрації (безпосередньо від астраханського губернатора). У 1770-х pоках терськох та інших козаків поселено на Моздоцько-Азовській (оборонній перед кавказькими верховинцями) лінії. У війнах, де брали участь терські козаки, вони зазнавали великих втрат, їх поповнювано новими поселенцями, головним чином із Дону й України. 1806 була організована Терська область, керована командиром Кавказького корпусу. 1832 терські козаки увійшли до складу Лінійного Війська для оборони кавказьких укріплених ліній, а після їх ліквідації 1860 створено з його частини знову Терська Козацьке Військо (друга частина увійшла до складу Кубанського Козацького Війська); 1861 відновлено Терську область (головне місто Владикавказ); до складу її входили також землі кавказьких верховинців. Після скасування кріпаччини посилився приплив селян з України.

## Перепис 1897 року
За переписом 1897 у Терській области жило 934 000 мешканців, у тому ліку 271000 росіян (28,7 %), 42000 українців (4,5 %), 375000 кавказьких верховинців (40,2 %), 98 000 турко-татар (10,5 %), 97 000 осетинів (10,4 %), 12000 вірмен (1,3 %), 9000 німців (1 %), 30000 інших (3,1 %). У дійсності число українців було більшим; за переписом, їх було більше тільки у П'ятигорському пов. (25000 або 13,8 %). Кількість козацької людности (170 000) становила 18,2 % всього населення (на Кубані — 42,9 %), але аж 53 % всіх «руських». Населення Терщини постійно зростало; до 1360 000 у 1916 (зростання на 46 %), серед них 255 000 (18,8 %) козаків.

## Терщина під час розпаду Російської імперії

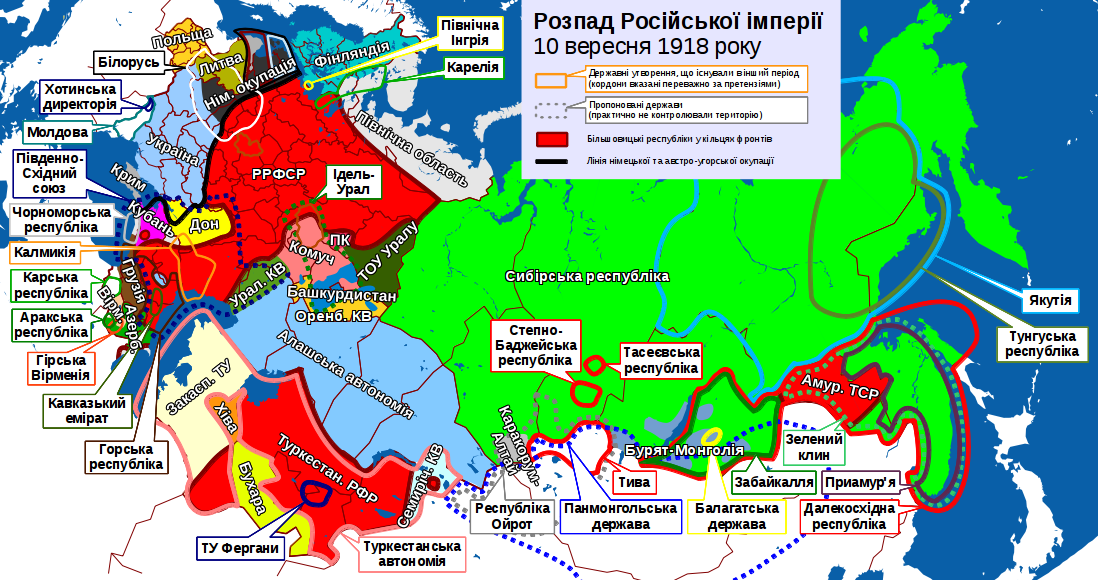
Південно-Східний Союз та район Терського повстання

Історія Терщини у 1917-1920 подібна до історії Дону, Кубані, а частково і Ставропілля.
У 1917 і вона виявила прагнення до одержання автономії у Федеративній Російська Республика, а разом із тим і тісної співпраці з двома іншими козацькими військами. По жовтневому перевороту посталі тим часом уряд Терського Війська і Союз об'єднаних горців Кавказу утворили Терсько-Дагестанський уряд з осідком у Владикавказі.
Терське козацьке військо восени 1917 року увійшло до складу Південно-Східного Союзу, державного утворення козаків та горців Передкавказзя. Більшовицька влада у регіоні була встановлена наприкінці того ж року солдатами, які масово поверталися з Кавказького фронту Першої світової війни. У 1918 році Терське козацьке військо офіційно було формально скасоване більшовицькою владою, слідуючи антикозацькій політиці більшовиків.
Влітку-восени 1918 відбулося Терське повстання козаків проти радянської влади, а наприкінці 1918 - на початку 1919 року Добровольча армія вибиває більшовиків за межі Терської області.
У 1919 перебувала під владою Збройних сил Півдня Росії, у яких служили терські козаки.  Денікін увів до терського уряду своїх прихильників із місцевих козаків (ген. Г. Вдовенко),  але відбулося поновне зближення терських козаків із кубанцями (місія Вдовенка до Катеринодару). Водночас існувала конфронтація в антибільшовицькому русі між козацькими автономістами та імперіалістичною білою армією. Завдяки послабленню білих централістів через поразки на фронтах, у січні 1920 року Верховне Коло Дону, Кубані і Тереку змогло прийняти конституція Південно-Східного Союзу. Навесні 1920 року територія Війська була зайнята більшовиками. Українці Терщини у 1918-х — 1920-х активности не виявили.

## Терщина у часи СРСР

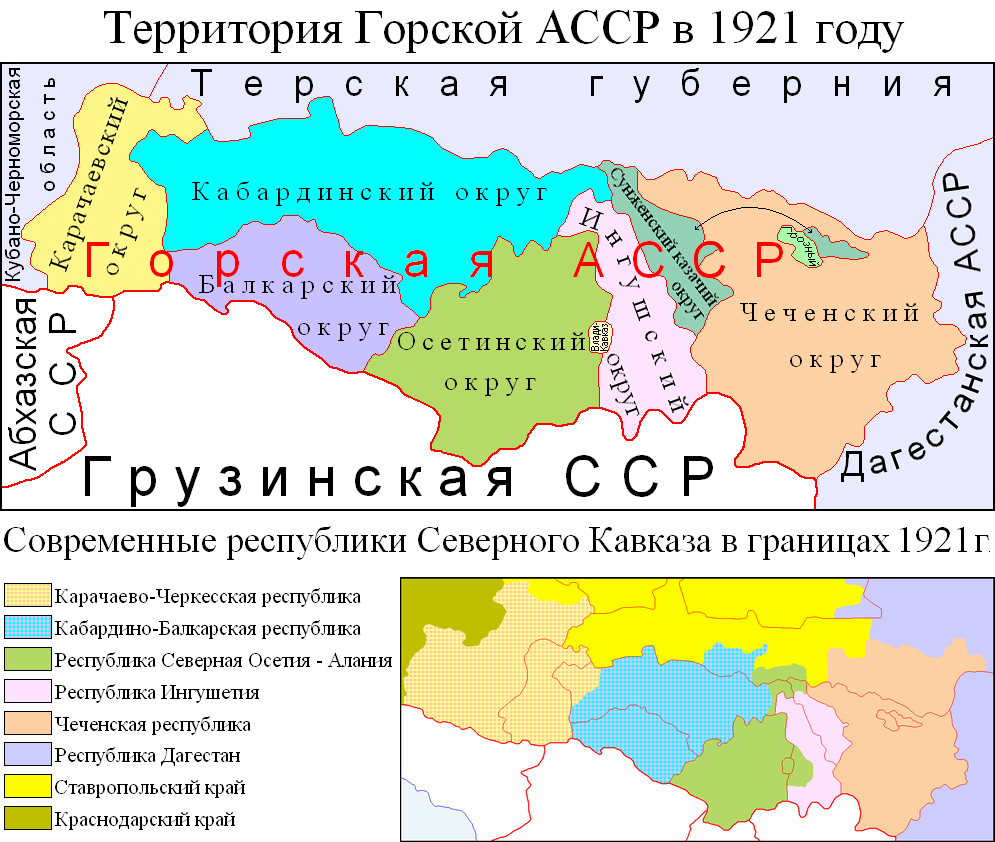
Розподіл Терщини у 1920-х роках між Терською губернією та Горською АРСР

У 1920 козаки зі станиць вздовж ріки Сунжа були депортовані в Україну і на Північ Європейської Росії. Більшовики заохочували тубільні народи Кавказу переселятися у спорожнілі станиці.
Радянська влада поділила Терщину на Терську губернію і Горську АРСР, яку згодом було поділено на ряд національних автономій, зокрема і Сунженський козацький округ. 1924—1929 вона була поділена на Терську і Сунженську округи; відтоді Терщина не являє собою окремої адміністративно-територіальної одиниці. Колишня Терщина охоплює нині південну частину Ставропольського Краю та АССР: Кабардино-Балкарську, Північно-Осетинську, Чечено-Інгуську і півн. частину Дагестанської.
Протягом Другої світової війни більшість терських козаків воювало на боці СРСР, хоч частина підтримала німців, утворивши 1-шу козацьку дивізію (вони створили VI Полк 2-ї Бригади).

## Національний склад Терщини
Про національну структуру населення Терщини дає дані перепис 1926. Тоді на території колишньої Терської области жило близько 120 000 українців (1897 — 42 000); цей показник значного приросту міг бути наслідком неточного перепису 1897, але й дальшої еміграції українців на Терщину. Національний склад усієї людности тієї частини Терської округи, яка входила 1926 до складу колишньої Терської области, такий:
|               | у 1 000 | у %  |
| ------------- | ------- | ---- |
| Все населення | 344,9   | 100  |
| у тому ч.:    |         |      |
| українці      | 81,4    | 23,6 |
| росіяни       | 206,9   | 60,0 |
| вірмени       | 16,1    | 4,7  |
| німці         | 12,3    | 3,5  |
| інші          | 28,2    | 8,2  |

## Сучасність

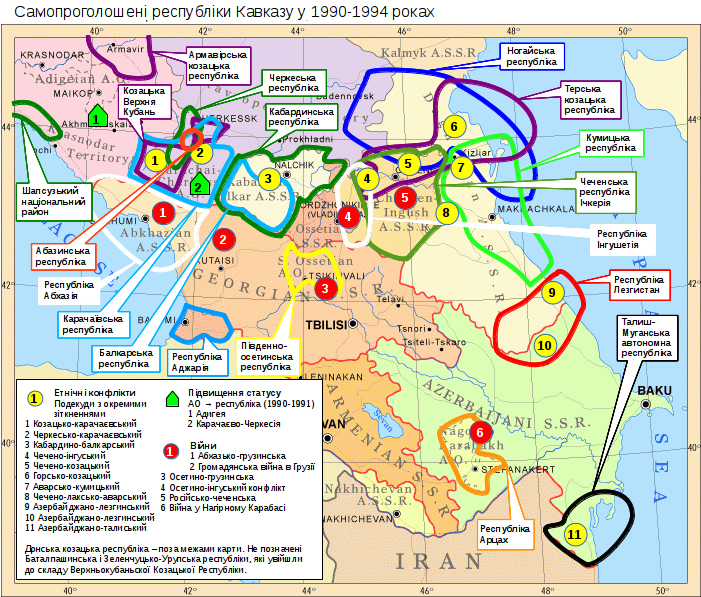
Самопроголошені республіки Кавказу на початку 1990-х

15-17 листопада 1991 року Велике коло Терського війська запропонувало створити Терську козацьку республіку у складі РСФРР, а пізніше - включити райони з козацьким населенням до складу Ставропольського краю. 23 червня 1993 року Кизлярська міськрада підтримала козацькі вимоги про автономізацію Північного Дагестану задля забезпечення прав козацтва та російськомовного населення.